# 瓦雷讷拉尔孔斯
瓦雷讷拉尔孔斯（法語：Varenne-l'Arconce，法語發音：[vaʁɛn laʁkɔ̃s]）是法国索恩-卢瓦尔省的一个市镇，属于沙罗勒区。

## 地理
瓦雷讷拉尔孔斯（46°20'19"N, 4°9'34"E）面积8.3 平方千米，位于法国勃艮第-弗朗什-孔泰大區索恩-卢瓦尔省，该省份为法国中部省份，北起顺时针与科多尔省、汝拉省、安省、罗讷省、卢瓦尔省、阿列省和涅夫勒省接壤。
与瓦雷讷拉尔孔斯接壤的市镇（或旧市镇、城区）包括：普瓦松、布里扬、奥耶、布里奥奈地区圣迪迪耶。
瓦雷讷拉尔孔斯的时区为UTC+01:00、UTC+02:00（夏令时）。

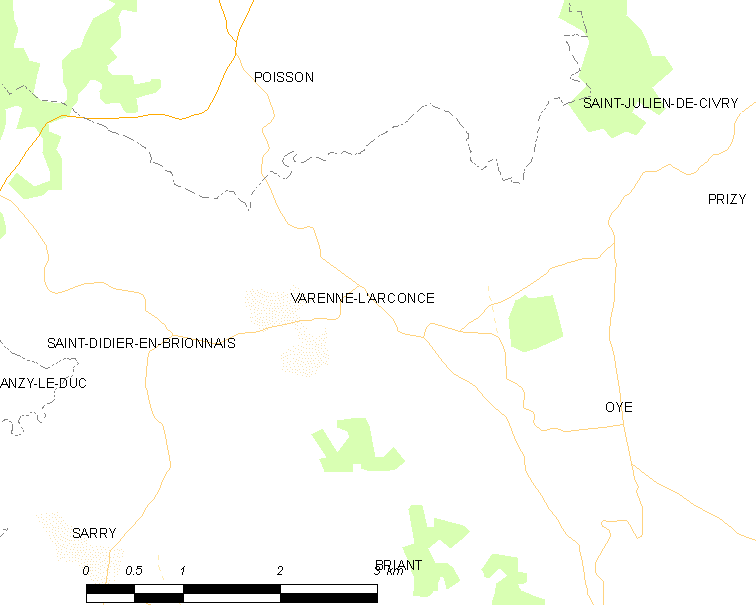
瓦雷讷拉尔孔斯的OSM定位图

## 行政
瓦雷讷拉尔孔斯的邮政编码为71110，INSEE市镇编码为71554。

## 政治
瓦雷讷拉尔孔斯所属的省级选区为绍法耶县。

## 人口

1962-2008年间瓦雷讷拉尔孔斯人口变化图示

瓦雷讷拉尔孔斯于2022年1月1日时的人口数量为111人。